# Pardosa lowriei
Pardosa lowriei là một loài nhện trong họ Lycosidae.
Loài này thuộc chi Pardosa. Pardosa lowriei được Torbjörn Kronestedt miêu tả năm 1975.